# ARIAシリーズのディスコグラフィ
ARIAシリーズのディスコグラフィのディスコグラフィ（アリアシリーズのディスコグラフィ）では、ビクターエンタテインメントから発売された、テレビアニメ『ARIA』の関連CDについて記述する。

## サウンドトラック
『ARIA ORIGINAL SOUNDTRACK』テレビアニメ『ARIA』のサウンドトラック。2005年11月23日から2008年2月20日までビクターエンタテインメント、JVCエンタテインメントから発売された。

### 第1期
テレビアニメ『ARIA The ANIMATION』のサウンドトラック。ディスクジャケットには、水無灯里、アリア・ポコテンが描かている。
収録曲
1. ゴンドラの夢
作曲：沢田穣治 / 編曲：CHORO CLUB
2. ウンディーネ -forest mix-
歌：牧野由依
作詞：河井英里、作曲・編曲：窪田ミナ
オープニングテーマ
3. 鐘楼のパトリ 〜ネオ・ヴェネツィア〜
作曲・編曲：妹尾武
4. AQUA
作曲：笹子重治、編曲：CHORO CLUB
5. 夏便り
作曲：笹子重治、編曲：CHORO CLUB
6. アクアアルタ日和
作曲：笹子重治、編曲：CHORO CLUB
7. 満月のドルチェ
作曲・編曲：妹尾武
8. 恋とはどんなもの?
作曲：秋岡欧 / 編曲：CHORO CLUB
9. バルカローレ
歌：河井英里
作詞：河井英里 / 作曲・編曲：窪田ミナ
挿入歌
10. 迷い込んだ路地へと
作曲：沢田穣治 / 編曲：CHORO CLUB
11. 幻想カーニバル
作曲：沢田穣治 / 編曲：CHORO CLUB
12. 静かにあふれる涙
作曲：沢田穣治 / 編曲：CHORO CLUB
13. 届かぬ想い
作曲：秋岡欧 / 編曲：CHORO CLUB
14. 逆漕ぎクイーン
作曲：沢田穣治 / 編曲：CHORO CLUB
15. ARIA
作曲：笹子重治 / 編曲：妹尾武
16. 水の鏡
作曲：笹子重治 / 編曲：CHORO CLUB
17. アドリアの海辺
作曲：妹尾武 / 編曲：CHORO CLUB
18. 星影のゴンドラ
作曲・編曲：妹尾武
19. オレンジの日々
作曲：沢田穣治 / 編曲：CHORO CLUB
20. 天気雨
作曲・編曲：妹尾武
21. サンタクロウスの空
歌：河井英里
作曲・編曲：妹尾武
22. 歓喜の街
作曲：秋岡欧 / 編曲：CHORO CLUB
23. AQUA -reprise-
作曲：笹子重治 / 編曲：CHORO CLUB
24. そして舟は行く
作曲：秋岡欧 / 編曲：妹尾武
25. Rainbow -acoustic ver.-
歌：ROUND TABLE feat. Nino
作詞・作曲：北川勝利 / 編曲：ROUND TABLE
エンディングテーマ

### 第2期
テレビアニメ『ARIA The NATURAL』のサウンドトラック。ディスクジャケットには、水無灯里、アリア・ポコテン、藍華・S・グランチェスタ、ヒメ・M・グランチェスタ、アリス・キャロル、まぁが描かれている。
収録曲
1. ネオ・ヴェネツィアの水彩画 [1:43]
作曲：笹子重治、編曲：Choro Club
2. ユーフォリア -TVサイズ- [1:41]
歌：牧野由依
作詞：河井英里、作曲・編曲：窪田ミナ
オープニングテーマ
3. 夏の妖精 [2:21]
作曲：笹子重治、編曲：Choro Club
4. 運河はめぐる [2:28]
作曲：秋岡欧、編曲：Choro Club
5. サンタクロウスの空　〜Riverside Christmas Mix〜 [2:52]
作曲：妹尾武、編曲：Choro Club
6. 入道雲の下で
作曲：笹子重治、編曲：Choro Club
7. アジサイの小径
作曲・編曲：妹尾武
8. 星まで続く想い
作曲：笹子重治 / 編曲：Choro Club
9. 子供の時間
作曲：沢田穣治、編曲：Choro Club
10. おかしなふたり
作曲：秋岡欧 / 編曲：Choro Club
11. いつか来た道
作曲・編曲：妹尾武
12. 篝火のノクターン
作曲・編曲：妹尾武
13. コッコロ -オルガンVer.-
歌：河井英里
作詞：河井英里 / 作曲・編曲：窪田ミナ
挿入歌
14. アリアの憂鬱
作曲：秋岡欧 / 編曲：Choro Club
15. 春一番
作曲：秋岡欧 / 編曲：Choro Club
16. ケットシーの行進
作曲・編曲：沢田穣治
17. Samba de AQUA
作曲：笹子重治 / 編曲：Choro Club
18. 遠い小舟
作曲：笹子重治 / 編曲：Choro Club
19. 落陽
作曲・編曲：妹尾武
20. 花冷え
作曲：沢田穣治 / 編曲：Choro Club
21. 通り雨がやんだら
作曲：秋岡欧 / 編曲：Choro Club
22. Second Season 〜出会い〜
作曲・編曲：妹尾武
23. 夕凪
作曲：笹子重治 / 編曲：Choro Club
24. 夏待ち -TVサイズ-
歌：ROUND TABLE feat. Nino
作詞・作曲：北川勝利 / 編曲：ROUND TABLE
エンディングテーマ
25. AQUA -guitar solo- 
作曲・編曲：笹子重治

### 第3期
テレビアニメ『ARIA The ORIGINATION』のサウンドトラック。CDジャケットには、水無灯里、藍華･S･グランチェスタ、アリス･キャロルが描かれている。
収録曲
1. 七色の空を -OVAサイズ- [2:17]
歌：SONOROUS
作詞・作曲：SONOROUS、編曲：Choro Club
OVA『ARIA The OVA 〜ARIETTA〜』オープニングテーマ
2. スピラーレ -TVサイズ- [1:57]
歌：牧野由依
作詞：河井英里、作曲・編曲：窪田ミナ
テレビアニメ『ARIA The ORIGINATION』オープニングテーマ
3. 落葉の並木道 [3:15]
作曲：笹子重治、編曲：Choro Club
4. おだやかな午後 [1:49]
作曲：秋岡欧、編曲：Choro Club
5. 夕闇漕ぎ [2:27]
作曲：沢田穣治、編曲：Choro Club
6. 頼りない船出 [1:49]
作曲：笹子重治、編曲：Choro Club
7. 眠りの森で [2:33]
作曲：沢田穣治 / 編曲：Choro Club
8. アリアとお散歩 [1:45]
作曲：笹子重治 / 編曲：Choro Club
9. つないだ手と手 [2:35]
作曲：笹子重治 / 編曲：Choro Club
10. 望楼 [2:23]
作曲：秋岡欧 / 編曲：Choro Club
11. アマレットの夏 [2:59]
作曲・編曲：妹尾武
12. ジェット気流 [2:49]
作曲：沢田穣治 / 編曲：Choro Club
13. 未来への航跡 [3:47]
作曲・編曲：妹尾武
14. ルーミス エテルネ [4:37]
歌：アリス・キャロル（広橋涼）
作詞・作曲・編曲：窪田ミナ
テレビアニメ『ARIA The ORIGINATION』第9話挿入歌
15. 風読み [2:57]
作曲：沢田穣治 / 編曲：Choro Club
16. 魔女 [1:41]
作曲：沢田穣治 / 編曲：Choro Club
17. 夕立ちのあとで [2:50]
作曲：秋岡欧 / 編曲：Choro Club
18. quiet tea time [2:46]
作曲：笹子重治 / 編曲：Choro Club
19. 小さな幸せ [3:25]
作曲：秋岡欧、編曲：Choro Club
20. 永遠の海 〜A Song for Zephyr〜 [3:04]
作曲・編曲：妹尾武
21. 七色の空を -choro ver.- [2:29]
作曲：SONOROUS / 編曲：Choro Club
22. 金の波 千の波 -TVサイズ- [1:57]
歌：新居昭乃
作詞・作曲：新居昭乃 / 編曲：保刈久明
エンディングテーマ
23. 四季 〜そして僕は海に還る〜 [2:41]
作曲・編曲：妹尾武

## ボーカルソング・コレクション
テレビアニメ『ARIA The NATURAL』のボーカルアルバム。2009年7月22日にflying DOGから発売された。テレビアニメ『ARIA The NATURAL』のボーカルアルバム。CDジャケットには、水無灯里、藍華･S･グランチェスタ、アリス･キャロル、アテナ･グローリィがプリントされている。
収録曲
1. バルカローレ 〜a cappella〜 [1:46]
歌：河井英里
作詞：河井英里、作曲・編曲：窪田ミナ
挿入歌
2. ウンディーネ 〜弾き語り〜 [2:36]
歌：牧野由依
作詞：河井英里、作曲・編曲：窪田ミナ
オープニングテーマ
3. シンフォニー [5:16]
歌：牧野由依
作詞：伊藤利恵子、作曲：北川勝利、編曲：桜井康史
挿入歌
4. Rainbow [3:47]
歌：ROUND TABLE feat. Nino
作詞・作曲：北川勝利、編曲：ROUNd TABLE
エンディングテーマ
5. 満月のドルチェ [4:01]
歌：河井英里
作曲・編曲：妹尾武
挿入歌
6. 雨降花 [5:50]
歌：牧野由依
作詞：牧野由依、作曲：F.GIRAUD、編曲：河野伸
挿入歌
7. 髪とヘアピンと私 [4:43]
歌：斎藤千和
作詞：高橋舞、作曲：F.GIRAUD、編曲：窪田ミナ
挿入歌
8. Second Season 〜希望〜 [2:29]
歌：河井英里
作曲・編曲：妹尾武
9. 夏待ち [5:44]
歌：ROUND TABLE feat. Nino
作詞・作曲：北川勝利、編曲：ROUND TABLE
エンディングテーマ
10. コッコロ [2:19]
歌：河井英里
作詞：河井英里、作曲・編曲：窪田ミナ
挿入歌
11. ユーフォリア 〜弾き語り〜 [2:14]
歌：牧野由依
作詞：河井英里、作曲・編曲：窪田ミナ
オープニングテーマ
12. Smile Again [3:43]
歌：葉月絵理乃
作詞・作曲・編曲：妹尾武
エンディングテーマ
13. でっかいシアワセです。 [6:18]
歌：ウンディーネ娘（葉月絵理乃、斎藤千和、広橋涼）feat.アリア社長（西村ちなみ）
作詞：西直紀、作曲・編曲：鈴木智文

## ARIA The BOX
テレビアニメ『ARIA』のCD-BOX。2009年9月23日にflying DOGから発売された。テレビアニメ『ARIA』のベストアルバム。主題歌、挿入歌、BGMが収録されている。CDジャケットには、水無灯里がプリントされている。
本作は、完全初回限定生産であり半透明スリーヴケース、紙ジャケ&特製スライディースリムケース、4Cピクチャーレーベル、佐藤順一監督他による全曲解説付き豪華32Pブックレットが同梱された。ディスクごとにテーマが決まっており、Disc-1は「佐藤順一監修 サントラBEST 25」、Disc-2は「主題歌&挿入歌コレクション」、Disc-3は「サントラ未発表曲コレクション」となっている。
収録曲
Disc-1「佐藤順一監修 サントラBEST 25」
1. ゴンドラの夢
作曲：沢田穣治、編曲：Choro Club
2. そして舟は行く 〜short ver.〜
作曲：秋岡欧、編曲：妹尾武
3. 夏便り
作曲：笹子重治、編曲：Choro Club
4. アリアの憂鬱
作曲：秋岡欧、編曲：Choro Club
5. アクアアルタ日和
作曲：笹子重治、編曲：Choro Club
6. 逆漕ぎクイーン
作曲：沢田穣治、編曲：Choro Club
7. 鐘楼のパトリ 〜ネオ・ヴェネツィア〜
作曲・編曲：妹尾武
8. アドリアの海辺
作曲：妹尾武、編曲：Choro Club
9. 迷い込んだ路地へと
作曲：沢田穣治、編曲：Choro Club
10. 届かぬ想い
作曲：秋岡欧、編曲：Choro Club
11. 魔女
作曲：沢田穣治、編曲：Choro Club
12. 落葉の並木道
作曲：笹子重治、編曲：Choro Club
13. 未来への航跡
作曲・編曲：妹尾武
14. 春一番
作曲：秋岡欧、編曲：Choro Club
15. 子供の時間
作曲：沢田穣治、編曲：Choro Club
16. 夕凪
作曲：笹子重治、編曲：Choro Club
17. アジサイの小径
作曲・編曲：妹尾武
18. Waltz for ARIA
作曲・編曲：妹尾武
19. 夕立ちのあとで
作曲：秋岡欧、編曲：Choro Club
20. Second Season 〜出会い〜
作曲・編曲：妹尾武
21. 歓喜の街
作曲：秋岡欧、編曲：Choro Club
22. 満月のドルチェ
作曲・編曲：妹尾武
23. AQUA（rhodes solo）
作曲：笹子重治、編曲：妹尾武
24. ARIA
作曲：笹子重治、編曲：妹尾武
25. AQUA
作曲：笹子重治、編曲：Choro Club

Disc-2「主題歌&挿入歌コレクション」
1. ウンディーネ
歌：牧野由依
作詞：河井英里、作曲・編曲：窪田ミナ
テレビアニメ『ARIA The ANIMATION』オープニングテーマ
2. バルカローレ
歌：河井英里
作詞：河井英里、作曲・編曲：窪田ミナ
挿入歌
3. シンフォニー
歌：牧野由依
作詞：伊藤利恵子、作曲：北川勝利、編曲：桜井康史
テレビアニメ『ARIA The ANIMATION』第11話、第12話挿入歌
4. Rainbow
歌：ROUND TABLE feat. Nino
作詞・作曲：北川勝利、編曲：ROUND TABLE
テレビアニメ『ARIA The ANIMATION』エンディングテーマ
5. ユーフォリア
歌：牧野由依
作詞：河井英里、作曲・編曲：窪田ミナ
テレビアニメ『ARIA The NATURAL』オープニングテーマ
6. コッコロ 〜organ ver.〜
歌：河井英里
作詞：河井英里、作曲・編曲：窪田ミナ
テレビアニメ『ARIA The NATURAL』第13話、第15話挿入歌
7. 髪とヘアピンと私
歌：斎藤千和
作詞：高橋舞、作曲：F.GIRAUD、編曲：窪田ミナ
テレビアニメ『ARIA The NATURAL』第18話挿入歌
8. 夏待ち
歌：ROUND TABLE feat. Nino
作詞・作曲：北川勝利、編曲：ROUND TABLE
テレビアニメ『ARIA The NATURAL』エンディングテーマ
9. Smile Again
歌：葉月絵理乃
作詞・作曲・編曲：妹尾武
テレビアニメ『ARIA The NATURAL』エンディングテーマ
10. 七色の空を
歌：SONOROUS
作詞・作曲：SONOROUS、編曲：Choro Club
OVA『ARIA The OVA 〜ARIETTA〜』オープニングテーマ
11. 明日、夕暮れまで
歌：葉月絵理乃
作詞：伊藤利恵子、作曲・編曲：北川勝利
OVA『ARIA The OVA 〜ARIETTA〜』エンディングテーマ
12. スピラーレ
歌：牧野由依
作詞：河井英里、作曲・編曲：窪田ミナ
テレビアニメ『ARIA The ORIGINATION』オープニングテーマ
13. ルーミス エテルネ
歌：広橋涼
作詞・作曲・編曲：窪田ミナ
テレビアニメ『ARIA The ORIGINATION』第9話挿入歌
14. 横顔
歌：牧野由依
作詞・作曲・編曲：伊藤利恵子
テレビアニメ『ARIA The ORIGINATION』第12話、第13話挿入歌
15. 金の波 千の波
歌：新居昭乃
作詞・作曲：新居昭乃、編曲：保刈久明
テレビアニメ『ARIA The ORIGINATION』エンディングテーマ

Disc-3「サントラ未発表曲コレクション」
1. 鐘楼のパトリ 〜ネオ・ヴェネツィア〜 -long ver.-
作曲・編曲：妹尾武
2. AQUA -speedy-
作曲：笹子重治、編曲：Choro Club
3. 運河はめぐる -slowly-
作曲：秋岡欧、編曲：Choro Club
4. アリアとお散歩 -no whistle-
作曲：笹子重治、編曲：Choro Club
5. ズンタカポコテンズンタカポン
作曲・編曲：沢田穣治
6. 星の謳声
作曲・編曲：沢田穣治
7. 篝火のノクターン -another mood-
作曲・編曲：妹尾武
8. そして舟は行く -choro ver.-
作曲：秋岡欧、編曲：Choro Club
9. いつか来た道 -other way-
作曲・編曲：妹尾武
10. アリアの憂鬱 -innocent-
作曲：秋岡欧、編曲：Choro Club
11. AQUA -comical-
作曲：笹子重治、編曲：Choro Club
12. 星影のゴンドラ -romantic-
作曲・編曲：妹尾武
13. Blue Pacific
作曲・編曲：妹尾武
14. 夏の妖精 -guitar solo-
作曲・編曲：笹子重治
15. Second Season 〜出会い〜 -bandolim melo-
作曲・編曲：妹尾武

## ピアノコレクション
テレビアニメ『ARIA』のピアノソロ曲を集めたサウンドトラック。2006年8月2日から2008年3月26日にビクターエンタテインメント、JVCエンタテインメントから発売された。

### 第1期、第2期
テレビアニメ『ARIA The ANIMATION』、『ARIA The NATURAL』のサウンドトラック。曲と曲の間にメインキャラクターのモノローグが収録されている。音楽は、妹尾武と窪田ミナが担当している。
収録曲
1. スタジオーネ -序章-
2. ユーフォリア
作曲・編曲：窪田ミナ
3. スタジオーネ -春-
4. AQUA
作曲：笹子重治 / 編曲：妹尾武
5. 花冷え
作曲：沢田穣治 / 編曲：妹尾武
6. 夏待ち
作曲：北川勝利 / 編曲：窪田ミナ
7. スタジオーネ -夏-
8. 遠い小舟
作曲：笹子重治 / 編曲：妹尾武
9. Smile Again
作曲・編曲：妹尾武
10. スタジオーネ -秋-
11. 恋とはどんなもの?
作曲：秋岡欧 / 編曲：妹尾武
12. ウンディーネ
作曲・編曲：窪田ミナ
13. スタジオーネ -冬-
14. 鐘楼のパトリ 〜ネオ・ヴェネチア〜
作曲・編曲：妹尾武
15. サンタクロウスの空
作曲・編曲：妹尾武
16. そして舟は行く 〜Short Ver.〜
作曲：秋岡欧 / 編曲：妹尾武
17. スタジオーネ -終章-
18. Rainbow
作曲：北川勝利 / 編曲：窪田ミナ

### 第3期
テレビアニメ『ARIA The ORIGINATION』のサウンドトラック。音楽は、妹尾武、窪田ミナ、SONOROUSが担当している。
収録曲
1. 四季 〜そして僕は海に還る〜 [2:41]
作曲・編曲：妹尾武
2. スピラーレ [2:43]
作曲・編曲：窪田ミナ
3. いつか来た道 [2:55]
作曲・編曲：妹尾武
4. 永遠の海 〜A Song for Zephyr〜 [3:16]
作曲・編曲：妹尾武
5. Waltz for ARIA [2:11]
作曲・編曲：妹尾武
6. 七色の空を [2:18]
作曲・編曲：SONOROUS
7. 未来への航跡 [3:45]
作曲・編曲：妹尾武
8. アマレットの夏 [1:58]
作曲・編曲：妹尾武
9. 金の波 千の波 [2:48]
作曲：新居昭乃、編曲：窪田ミナ
10. 望楼 [2:51]
作曲：秋岡欧、編曲：妹尾武
11. 天気雨 [3:24]
作曲・編曲：妹尾武
12. 明日、夕暮れまで [4:54]
作曲：北川勝利、編曲：妹尾武